# Farmàcia hospitalària
La Farmàcia hospitalària és una disciplina de la farmàcia i, alhora, una secció de l'hospital on es fan preparats especials amb fàrmacs per a pacients del mateix hospital.
Les farmàcies dels hospitals són molt diferents de les oficines de farmàcia com les del carrer. Normalment els farmacèutics de les farmàcies hospitalàries tenen una gestió de medicaments més complexos farmacològicament i galènicament parlant que els que hi poden haver a una oficina de farmàcia normal i corrent però en una oficina de farmàcia hi ha una major gestió de màrqueting i una major relació sanitari-pacient. A causa d'aquesta complexitat (indicacions terapèutiques especials, l'efectivitat dels règims, possibles reaccions adverses dels fàrmacs i complicacions possibles), els farmacèutics que hi treballen necessiten una preparació major que la que s'hi dona a qualsevol Facultat de Farmàcia. Aquesta especialització es fa en un període de residència, a Espanya mitjançant el FIR, en alguns països aquests especialistes en Farmàcia hospitalària s'especialitzen en farmacologia de diversos camps com poden ser hematologia/oncologia, VIH/SIDA, malalties infeccioses, cures intensives, medicina d'urgències, toxicologia, radiofarmàcia, teràpia del dolor, psiquiatria, anticoagulants, fitoteràpia, neurologia/tractament de l'epilèpsia, pediatria, nonats i altres.
Les farmàcies hospitalàries normalment tenen un estoc molt ample de medicaments, incloent els medicaments més especialitzats, que no serien viables en una farmàcia comunitària. Els medicaments de l'hospital són monodosis i molts d'ells es preparen al mateix hospital com les nutricions parenterals o altres de via intravenosa, com la quimioteràpia. Açò requereix tindre personal tècnic qualificat i amb coneixements d'asèpsia/antisèpsia, una qualitat molt alta dels productes i molt material de laboratori. Tot i això, molts hospitals han derivat a empreses qualificades la preparació dels medicaments amb alt risc i complexitat.